# 14. век
14. век је почео 1. јануара 1301. и завршио се 31. децембра 1400.

## Друштво и политика
- Освајање Монголског царства - почетак XIV века
- Почетак стогодишњег рата - 1337.
- Епидемија куге (црна смрт)- 1347. до 1352.
- Османлије заузимају прво упориште на европском тлу (Галипоље) - 1354.

## Српски културни простори

### Личности
Види такође: космолошка доба, геолошки еони, геолошке ере, геолошка доба, геолошке епохе, развој човека, миленији, векови године, дани